# Mychal Rivera
Mychal Rashawn Rivera (Los Angeles, 8 settembre 1990) è un ex giocatore di football americano statunitense che ha militato nel ruolo di tight end nella National Football League (NFL). Fu scelto nel corso del sesto giro (147º assoluto) del draft NFL 2013 dagli Oakland Raiders. Al college giocò a football all'Università del Tennessee.

## Carriera professionistica

### Oakland Raiders
Rivera fu scelto nel corso del sesto giro del draft 2013 dagli Oakland Raiders. Il 7 giugno firmò un contratto quadriennale per un totale di 2,26 milioni di dollari, inclusi 104.852$ di bonus alla firma. Debuttò come professionista l'8 settembre dello stesso anno contro gli Indianapolis Colts. Nella settimana 4 contro i Washington Redskins fece il suo primo touchdown in carriera su una ricezione di 18 yard. Nella settimana 11 contro gli Houston Texans segnò il suo secondo TD stagionale su una ricezione da 26 yard. Nella settimana successiva contro i Tennessee Titans fu costretto ad uscire dal campo nel secondo quarto a causa di una commozione cerebrale a causa di uno scontro casco contro casco con il giocatore dei Titans Michael Griffin. Nella settimana 14 contro i New York Jets segnò un touchdown su ricezione da una yard. Chiuse la stagione giocando 16 partite, di cui 3 da titolare,con  38 ricezioni per 407 yard e 4 TD.
Nel quattordicesimo turno della stagione 2014, Rivera ricevette dal quarterback rookie Derek Carr il suo quarto TD e ultimo stagionale, contribuendo alla vittoria a sorpresa sui San Francisco 49ers, in una gara in cui guidò i suoi con 7 ricezioni per 109 yard. La sua annata si chiuse con 58 ricezioni per 534 yard disputando tutte le 16 partite, 10 delle quali come titolare.
Il primo touchdown della stagione 2015, Rivera lo segnò nella settimana 14, contribuendo a battere in trasferta i Broncos, in quel momento la squadra col miglior record della AFC.

### Jacksonville Jaguars
Il 22 marzo 2017, Rivera firmò con i Jacksonville Jaguars. Il 1º settembre 2017 fu inserito in lista infortunati e a fine stagione fu svincolato.

## Vita privata
Mychal Rivera è figlio di George e Yolanda Rivera. Secondo di tre figli: la sorella maggiore era Naya Rivera, cantante e attrice che ha interpretato il personaggio di Santana Lopez in Glee, deceduta l’8 luglio 2020; la sorella minore, Nickayla, è una modella.